# Hans Frederik Leegel
Hans Frederik Leegel (født 1645, død 7. oktober 1723 i Fredericia) var en dansk officer, bror til Christian Liebmann Leegel.
Han stammede fra Sachsen-Weimar, der siges af adelig slægt. Han kom til Danmark 1678 som major ved det münsterske Regiment Bassum og fulgte med dette, da det året efter indlemmedes i 3. Sjællandske Rytterregiment. 1691 forfremmedes Leegel til oberstløjtnant. Christian V viste ham stedse særlig velvilje, og året efter kongens død fik Leegel lejlighed til at bevise, at denne var fortjent. 3. Sjællandske Regiment hørte til den del af hæren, der 1700 var ladt tilbage på Sjælland, og i beretningerne om krigstildragelserne på øen nævnes Leegels navn med berømmelse, dels for hans energiske virksomhed for bevogtning af kysterne, men navnlig for hans tapre forhold under Carl XII's landgang ved Humlebæk 4. august otte gange efter hinanden skal han have gjort indhug på landgangstropperne, til dels ud i vandet, inden han måtte vige for overmagten. 1701 forfremmedes Leegel til oberst og blev 1704 sendt til Norge, hvor han blev kommandant, først på Frederikssten, siden (1706) på Akershus. 1707 kaldtes han tilbage for at overtage kommandoen over sit gamle regiment. Dette førte han i Skåne 1709-10, men efter at han i en forpostfægtning uden for Helsingborg 27. februar var blevet såret af et sabelhug i hovedet, fik han tilladelse til at afstå regimentet til Simon Henrik von Donop. Leegel blev kort efter kommandant på Kronborg og brigader, men i december samme år trådte han ud af tjenesten. 7. oktober 1723 døde han ugift, 78½ år gammel, i Fredericia, hvor hans broder, senere generalmajor Christian Liebmann Leegel var kommandant.